# بونیوم لوریستانیکوم
بونیوم لوریستانیکوم (نام علمی: Bunium luristanicum) نام یک گونه از گیاهان گلدار و از تیره چتریان است که توسط کارل هاینز رشنیگر ثبت شده‌است. این گیاه کاربردهای دارویی، زینتی و اقتصادی دارد و در ایالتهای غربی هندوستان، افغانستان، پاکستان و ایران پراکندگی دارد.در دانشنامهٔ کاتالوگ زندگان، هیچ زیرگونه ای برای این‌گونه ثبت نشده‌است.